# Hilliardia
Hilliardia, monotipski rod grmova iz porodice glavočika, dio podtribusa Cotulinae. Jedina je vrsta H. zuurbergensis, južnoafrički endem iz provincija Eastern Cape i KwaZulu-Natal

## Sinonimi
- Matricaria zuurbergensis Oliv.

## Vanjske poveznice
|  | Zajednički poslužitelj ima još gradiva o temi Hilliardia |
|  | Wikivrste imaju podatke o taksonu Hilliardia             |